# 장민욱
장민욱은 대한민국의 배우이다.

## 출연작
영화
- 《스윙키즈》 2018년
- 《대가리 : 센놈들의 반란》 2019년
- 《불어라 검풍아》 2021년 - 과일가게 / 프리스트 친위대 역

웹 드라마
- 《남과북》